# Mega-D (ботнет)
Mega-D (также известен как Ozdok) — ботнет, созданный для рассылки спама. Впервые был обнаружен в сентябре 2007 года. Распространялся по электронной почте, среди заголовков могли использоваться недавние новости, реклама фармацевтических средств или таблеток для повышения сексуальной активности мужчин, либо маскируясь под приглашения Facebook. При переходе по приглашению пользователю предложат обновить Flash Player, при обновлении на его устройство скачивается Mega-D. В 2008 году он рассылал приблизительно на 30 % больше спама, чем это делал ботнет Storm. Наибольшее распространение ботнет получил в Северной Америке и Азии. Ботнет был ответственен за треть от всего спама в Интернете, отправляя несколько миллиардов сообщений в день. До отключения ботнета количество присоединённых к нему устройств равнялось 500 тыс. Руководителем ботнета ФБР был назван Олег Николаенко.
В начале ноября 2009 года компания FireEye предприняла атаку на ботнет, практически мгновенно спам от него прекратился. В тот же день количество рассылаемого ботнетом спама (от всего спама в Интернете) сократилось с 12 % до ок. 0,1 %.